# Conchapelopia currani
Conchapelopia currani är en tvåvingeart som beskrevs av Walley 1925. Conchapelopia currani ingår i släktet Conchapelopia och familjen fjädermyggor. Inga underarter finns listade i Catalogue of Life.